# Leptostylus albagniri
Leptostylus albagniri là một loài bọ cánh cứng trong họ Cerambycidae.